# فياتشيسلاف زودوف
فياتشيسلاف دميترييفيتش زودوف (بالروسية: Вячесла́в Дми́триевич Зу́дов) (يناير 1942 - 12 يونيو 2024) كان رائد فضاء سوفيتيًّا اختير في 23 أكتوبر 1965، وطار قائدًا على متن سويوز 23 منذ الرابع عشر حتى السادس عشر من أكتوبر 1976، وتقاعد في 14 مايو 1987. توفي فياتشيسلاف زودوف في 12 يونيو 2024 عن عمر ناهز الثانية والثمانين.

## الجوائز
- بطل الاتحاد السوفيتي
- رائد فضاء من اتحاد الجمهوريات الاشتراكية السوفيتية
- وسام اليوبيل "عشرون عاماً من النصر في الحرب الوطنية العظمى 1941-1945"
- ميدالية اليوبيل "إحياءً للذكرى المئوية لميلاد فلاديمير إيليتش لينين"
- وسام اليوبيل "50 عاما من القوات المسلحة لاتحاد الجمهوريات الاشتراكية السوفيتية"
- ميدالية "الاستحقاق في استكشاف الفضاء" (الاتحاد الروسي)